# فيليكس تشونغ
فيليكس تشونغ (بالصينية: 莊文強) هو كاتب سيناريو ومخرج صيني، ولد في 1968 في هونغ كونغ البريطانية في المملكة المتحدة.

## وصلات خارجية
- فيليكس تشونغ على موقع IMDb (الإنجليزية)
- فيليكس تشونغ على موقع ألو سيني (الفرنسية)
- فيليكس تشونغ على موقع أول موفي (الإنجليزية)
- فيليكس تشونغ على موقع قاعدة بيانات الفيلم (الإنجليزية)
- فيليكس تشونغ على موقع كينوبويسك (الروسية)